# 강북중학교 (대구)
강북중학교(江北中學校)는 대한민국 대구광역시 북구 구암동에 있는 공립 중학교이다.

## 학교 연혁
- 2001년 12월 1일 : 강북중학교 설립인가 (36학급)
- 2004년 3월 1일 : 초대 손진용 교장 취임
- 2004년 3월 5일 : 개교 및 제1회 입학식 341명(10학급 341명 남 171명, 여 170명)
- 2004년 4월 15일 : 학교 후관동 및 강당 준공
- 2004년 5월 17일 : 학교 급식소 개소
- 2007년 2월 8일 : 제1회 졸업식
- 2017년 2월 9일 : 제11회 졸업식(12학급 423명 남 211명, 여 212명, 누계 4,437명)
- 2019년 3월 1일 : 대구시교육감 지정 교육국제화특구 정책 연구학교 운영
- 2021년 9월 1일 : 제7대 조갱래 교장 취임
- 2022년 2월 11일 : 제16회 졸업식(12학급 371명 남 185명, 여 186명)
- 2022년 3월 2일 : 제19회 입학식(12학급 334명 남 158명, 여 176명)

## 참고 자료
- 강북중학교 - 한국교육학술정보원 학교알리미